# 李娜炅
李娜炅（： Lee Na Gyung，2000年6月1日—），是一名韩国女艺人。现为Pledis娱乐旗下女子音乐组合fromis_9成员之一，在队内担任領唱、領舞、形象，代表色为粉紅。出生于韩国光州廣域市。韩国音乐著作权协会登记编号为10018594。

## 演艺生涯
- 2017年参加CJ E&M策划的选秀节目《偶像学校》最后以第5名毕业，成为fromis_9一员。

## 音樂作品
- from our Memento Box。發表日期：2022年6月27日。

## 外部連結
- 李娜炅的Instagram帳戶